# Municipalità locale di Thembisile
Thembisile è una municipalità locale (in inglese Thembisile Local Municipality) appartenente alla municipalità distrettuale di Nkangala della provincia di Mpumalanga in Sudafrica. 
In base al censimento del 2001 la sua popolazione è di 257 115 abitanti.
Il suo territorio si estende su una superficie di 2.384 km² ed è suddiviso in 30 circoscrizioni elettorali (wards). Il suo codice di distretto è MP315.

## Geografia fisica

### Confini
La municipalità locale di Thembisile confina a nord con quelle di Nokeng tsa Taemane (Metsweding/Gauteng) e Dr J.S. Moroka, a est con quelle di Elias Motsoaledi (Greater Sekhukhune/Limpopo) e Steve Tshwete, a sud con quelle di Kungwini (Metsweding/Gauteng) e Emalahleni e a ovest con quella di Nokeng tsa Taemane (Metsweding/Gauteng).

### Città e comuni
- Ekangala
- KwaMhlanga
- Mabusa National Park
- Mkobola
- Moloto
- Moutse 3
- Sehlakwana
- Sybrandskraal
- Sokhulumi
- Thembisile
- Thokoza
- Tweefontein
- Tweefontein North
- Tweefontein South
- Vezubuhle
- Vlakfontein
- Wolvenkop

### Fiumi
- Enkeldoringspruit
- Kameel
- Klipspruit
- Moses
- Olifants
- Wilger

### Dighe
- Loskop Dam